# Podotheca pritzelii
Podotheca pritzelii là một loài thực vật có hoa trong họ Cúc. Loài này được P.S.Short miêu tả khoa học đầu tiên năm 1989.